# Rasmus Lindgren
Rasmus Lindgren (ur. 29 listopada 1984 w Landskronie) – szwedzki piłkarz grający na pozycji pomocnika w BK Häcken.
19 listopada 2008 roku zadebiutował w reprezentacji Szwecji, w przegranym 3:1 meczu z Holandią.